# Cantón de Rochefort-en-Terre
El cantón de Rochefort-en-Terre era una división administrativa francesa, que estaba situada en el departamento de Morbihan y la región de Bretaña.

## Composición
El cantón estaba formado por ocho comunas:
- Caden
- Limerzel
- Malansac
- Pluherlin
- Rochefort-en-Terre
- Saint-Congard
- Saint-Gravé
- Saint-Laurent-sur-Oust

## Supresión del cantón de Rochefort-en-Terre
En aplicación del Decreto nº 2014-215 de 21 de febrero de 2014, el cantón de Rochefort-en-Terre fue suprimido el 22 de marzo de 2015 y sus 8 comunas pasaron a formar parte; seis del nuevo cantón de Questembert y dos del nuevo cantón de Moréac.